# رابرت باکر
رابرت باکر (انگلیسی: Robert Bacher؛ زاده ۳۱ اوت ۱۹۰۵ درگذشته ۱۸ نوامبر ۲۰۰۴) یک دانشمند اهل ایالات متحده آمریکا بود.